# سون آرکس
سون آرکس (به انگلیسی: Seven Arcs) یک شرکت تولید انیمه ژاپنی و استودیوی سابق است که در ۳۱ مه ۲۰۰۲ توسط کارکنان سابق استودیوی پیرو تأسیس شد. این استودیو اولین مجموعه تلویزیونی خود را با نام Magical Girl Lyrical Nanoha در سال ۲۰۰۴ منتشر کرد. از آن زمان، این شرکت تعدادی مجموعه تلویزیونی و فیلم انیمیشن دیگر تولید کرده‌است.
در سال ۲۰۱۲، بخش انیمیشن با تشکیل استودیو سون آرکس پیکچرز (به انگلیسی: Seven Arcs Pictures Co. , Ltd). به عنوان یک شرکت تابعه جدا شد. از آن زمان، سون آرکس فعالیت خود را در زمینه برنامه‌ریزی انیمیشن و مجوز داشته‌است. در ۲۶ دسامبر ۲۰۱۷، این شرکت توسط سامانه سخن‌پراکنی توکیو خریداری شد. Seven Arcs Pictures , Seven Arcs و Arcturus در ۱ اکتبر ۲۰۱۹ ادغام شدند و به عنوان تنها شرکت سون آرکس تغییر شکل دادند.